# Ocumare de la Costa de Oro
Ocumare de la Costa de Oro é um município da Venezuela localizado no estado de Aragua.
A capital do município é a cidade de Ocumare de la Costa.